# Qusar (cidade)
Qusar (também Gusar; em azeri: Qusar, em lezgui: Кцlар) é a capital do distrito de Qusar, no Azerbaijão. Está localizada no sopé do Grande Cáucaso, sobre o rio Qusarchay, 35 quilômetros a sudoeste da estação ferroviária de Khudat e cerca de 180 km de Baku.

## História

### Visita de Lermontov
Em 1836, Mikhail Lermontov visitou Qusar, onde se encontrou com o cientista e filósofo Haji Ali-efendi. Lá ele ouviu a <i>dastan</i> (história oral) “Ashiq Qarib”  de um eminente ashiq lezquiano Ahmad; mais tarde, ele escreveu sua famosa obra “Ashiq Qarib” baseada nessa experiência. Na cidade foi preservada uma casa-museu do poeta com uma placa memorial.

## Demografia

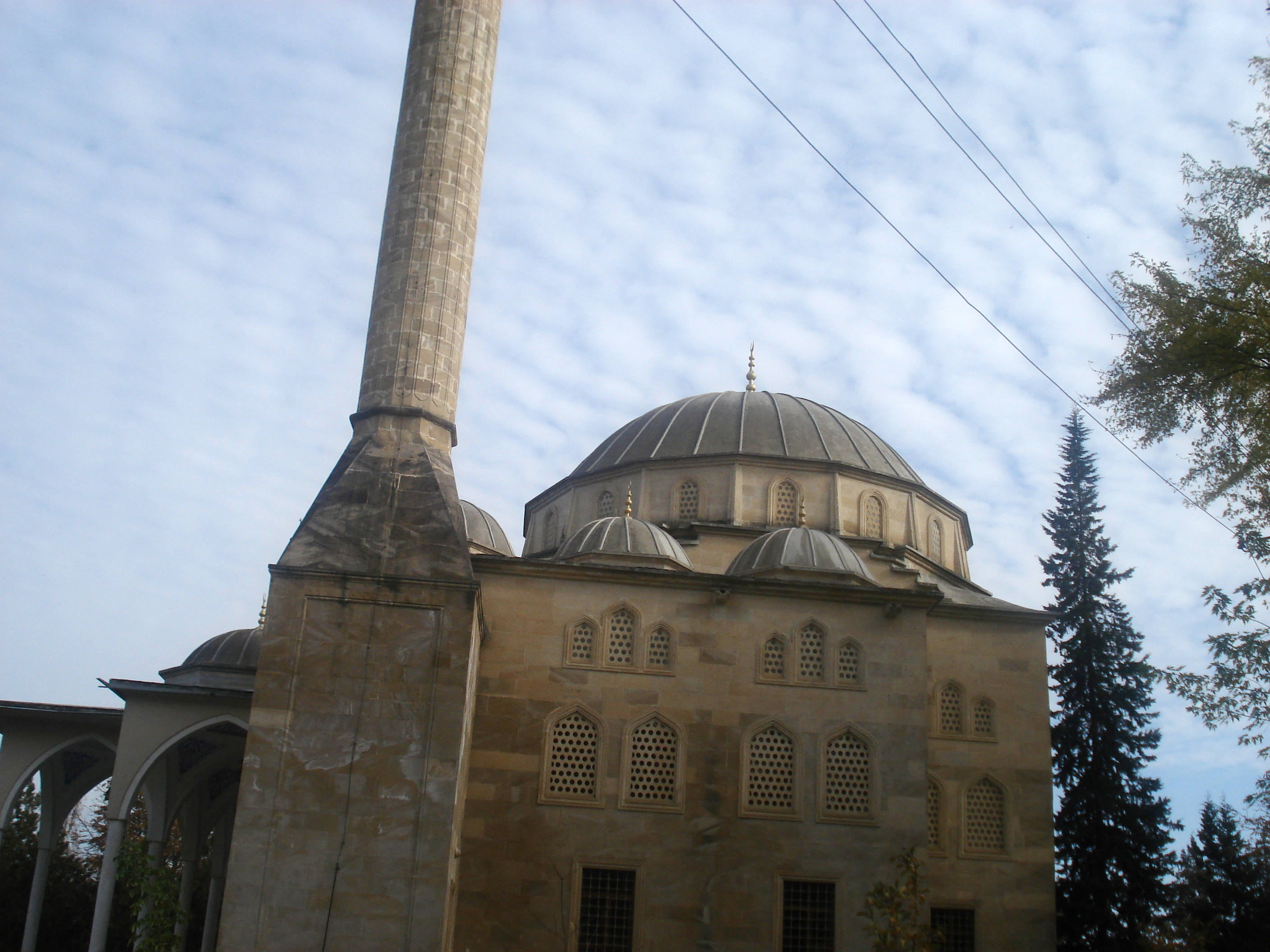
A Mesquita Mustafa Qazdal é uma mesquita muçulmana sunita em Qusar, Azerbaijão.

De acordo com a publicação de 1916 do Calendário Caucasiano, viviam 1.203 pessoas, principalmente russos, em Qusar. Em 1926, havia 120 judeus da montanha, um número que aumentou para 241 em 1939.
De acordo com um censo de 1959, pelo menos 7.366 pessoas  viviam em Qusar. Segundo o censo de 1979, a população da cidade era de 12.225 pessoas e em 1989 chegou a 14.230.

## Cultura

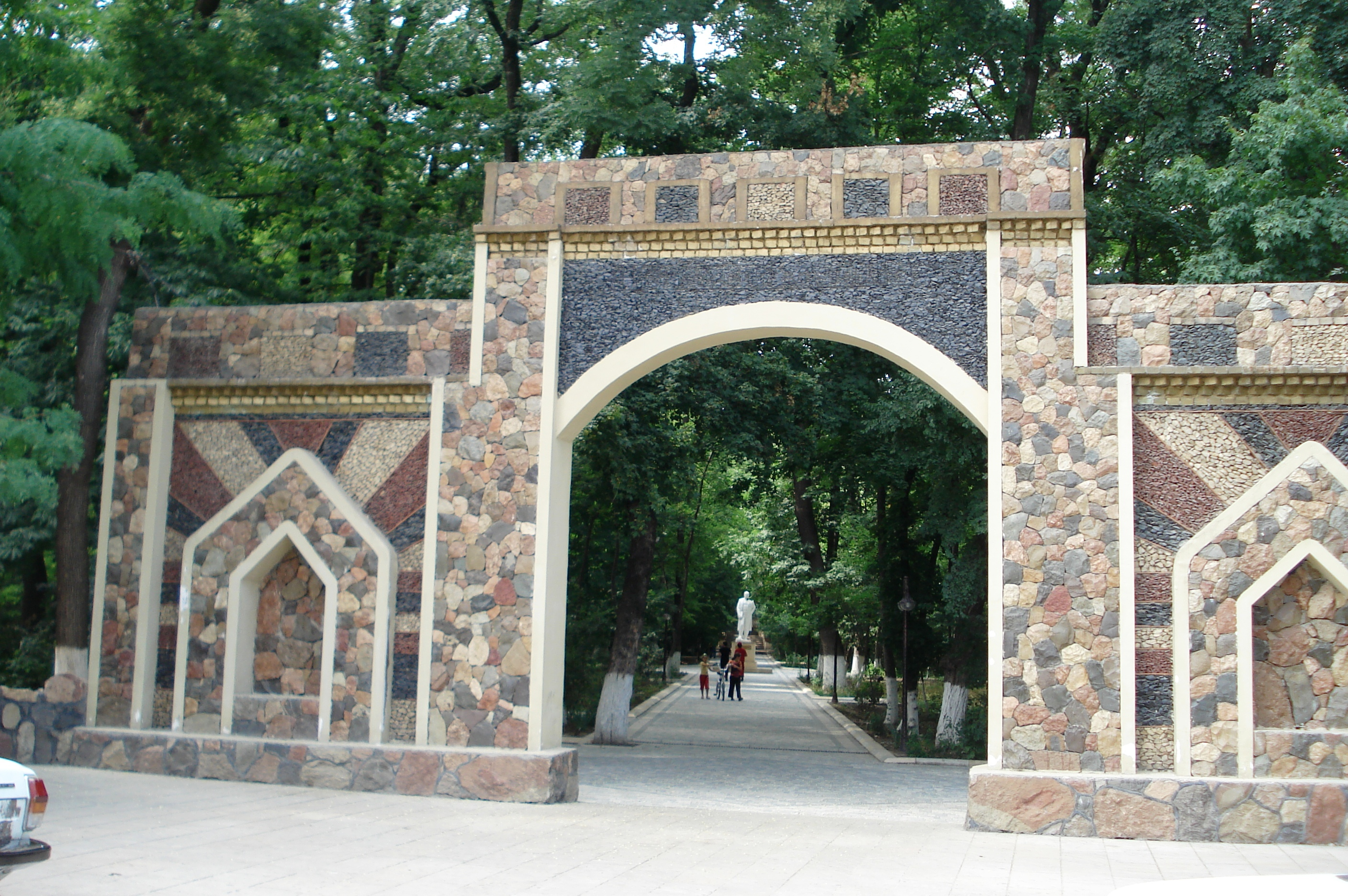
Entrada para o Parque Nariman Narimanov

O museu de história local foi criado em 1980 e mudou-se para seu prédio atual, com uma área de 1.652 metros quadrados, em 1982. Há 3,7 mil exposições no museu.
A Galeria de Arte do Estado de Qusar foi inaugurada em 1986 na vila de Hil, no distrito de Qusar, e transferida para a cidade de Qusar em 1998. 152 obras de artistas azerbaijanos, incluindo 111 pinturas, 34 obras gráficas e 7 esculturais estão em exposição na galeria.
Em 1998, o Teatro Dramático Estatal de Lezgins foi inaugurado em Qusar.
O Centro Heydar Aliyev foi construído no Complexo Memorial Heydar Aliyev em 2012 com o objetivo de organizar diferentes eventos e envolver jovens em diversas atividades de desenvolvimento profissional e pessoal. O Centro conta com um museu memorial, uma biblioteca, uma sala de leitura, diversas salas de conferências e centros de treinamento em dança e tecelagem de tapetes.